# Posadów (Rokitno)
Posadów – część wsi Rokitno w Polsce położona w województwie lubelskim, w powiecie tomaszowskim, w gminie Ulhówek.
W latach 1975–1998 Posadów administracyjnie należał do województwa zamojskiego.
Wierni Kościoła rzymskokatolickiego należą do parafii św. Jana Chrzciciela w Rzeplinie.